# Willy Pelletier
Pour les articles homonymes, voir Pelletier.
 (octobre 2020).
Si vous disposez d'ouvrages ou d'articles de référence ou si vous connaissez des sites web de qualité traitant du thème abordé ici, merci de compléter l'article en donnant les références utiles à sa vérifiabilité et en les liant à la section « Notes et références ».
Willy Pelletier est un sociologue et militant politique français, né le 12 juin 1961.
Après un engagement anarchiste, il milite au sein des Verts, puis de la Ligue communiste révolutionnaire et anime plusieurs campagnes nationales contre les réformes néo-libérales.

## Biographie
De 1998 à 2021, Willy Pelletier assure la coordination générale de la Fondation Copernic. En 2022, il co-fonde le collectif unitaire Pour un printemps des services publics. 

### Engagements
Willy Pelletier est le petit-fils du résistant du même nom assassiné par la Gestapo. Venu du socialisme libertaire, tendance Proudhon et César de Paepe, il adhère en 1984 à la Fédération anarchiste en créant avec Fernando Bronchal le groupe Buenaventura Durruti tout en restant, la double appartenance y étant autorisé, membre du GAB Groupe Anarchiste de Bordeaux auquel il adhéra en 1980, puis rejoint en 1985 à Lille le groupe Benoît Broutchoux. Il cofonde et coanime de 1986 à 1990, la revue Les Œillets Rouges. Cahiers de réflexions anarchistes, puis participe à la direction, chez Les Verts, du courant libertaire Écologie sociale jusqu'en 1997. Il reviendra en sociologue sur cet engagement dans plusieurs articles.
« Héritier de l'esprit de résistance », selon L'Humanité, de 1995 à 1996, après la « pétition Bourdieu » avec l'historien Jacques Kergoat, il est parmi ceux qui travaillent à prolonger le mouvement et qui montent, fin novembre 1996, « Les États généraux du mouvement social ».
Refusant de voir Les Verts participer au gouvernement de Lionel Jospin, qu'il estime trop libéral, il rejoint alors la Ligue communiste révolutionnaire avec une partie de la gauche des Verts. Il sera membre de son bureau politique de 1998 à 2006. Il participe à la Société pour la résistance à l’air du temps, lancée par Daniel Bensaid, puis au lancement, en 2001, de la revue Contretemps. En 1999, il fait partie de la liste Lutte Ouvrière - Ligue Communiste Révolutionnaire, conduite par Arlette Laguiller, pour les élections européennes.
En 1998, continuant Politique-La Revue où ils étaient au comité de rédaction, avec Jacques Kergoat, il met en place la Fondation Copernic,, dont il assure la coordination générale depuis lors. À ce titre, il a animé plusieurs campagnes nationales contre, notamment, le projet de Refondation sociale du MEDEF, contre la réforme Fillon de l'assurance maladie (2003) , contre l'intervention américaine en Irak(initiative Copernic - Le Mouvement de la paix), contre la taxation des indemnités des accidents du travail), contre la remise en cause du droit à la retraite à 60 ans (initiative Attac-Copernic) et contre le logement cher (DAL-Copernic). 
Plus récemment, il a animé des campagnes nationales unitaires « Travailler tue en toute impunité », ainsi que les mobilisations contre les réformes El Khomri et Pénicaud du droit du travail, de même que le collectif Marée Populaire. Il s'est également opposé à l'inégalité sociale introduite par le dispositif Parcoursup.
Après les attentats du 11 septembre, il lance la Coalition internationale contre la guerre (CICG) avec Christine Delphy, Catherine Lévy, Daniel Bensaïd, qui s'oppose à l'intervention sous domination américaine en Afghanistan. En 2012 et en 2017, il a soutenu la candidature de Philippe Poutou à l'élection présidentielle et défend « l'identité de classe ». Mais il milite surtout pour l'union de tous les courants de la gauche.
Refusant « l'union sacrée » après l'attentat du Bataclan le 30 novembre 2015, il est parmi les signataires de l'Appel des 58 : « Nous manifesterons pendant l'état d'urgence »,.
En 2019, il s'est engagé fortement au côté des Gilets jaunes, en participant au mouvement sur les ronds-points.

## Travaux
Cette section ne s'appuie pas, ou pas assez, sur des sources secondaires ou tertiaires indépendantes du sujet.

Pour l'améliorer, ajoutez-en, ou placez des modèles {{Source secondaire souhaitée}} ou {{Source secondaire nécessaire}} sur les passages mal sourcés. (septembre 2020)
Willy Pelletier a, de 1990 à 1996, animé avec, entre autres, Claude Grignon, Stéphane Beaud, Bernard Lahire, Bernard Lacroix, Florence Weber, la revue de sociologie critique Critiques sociales. Il y publie deux articles qui s'en prennent, sur des objets divers, à la pente misérabiliste d'une certaine sociologie.
Travaillant par ailleurs sur les « créations institutionnelles », il étudie la mise en place des institutions publiques (par exemple Pôle Emploi et France Telecom) ainsi que la stabilisation des régimes politiques dans La crise de mai 1877. La construction de la place et de la compétence présidentielle.
Il remet en cause les méthodes et préconisations de l'Observatoire de la pauvreté. Puis il analyse les fluctuations des régimes d'indemnisation du chômage dans « L'indemnisation du chômage, une peau de chagrin » puis  dans « La nouvelle convention d'assurance-chômage : de la formation au formatage des demandeurs d'emploi » (coécrit avec Didier Gélot et Catherine Lévy). On trouve une prolongation de ces analyses dans plusieurs articles et dans l'ouvrage de la Fondation Copernic de 2003 : Pour un Grenelle de l'Unedic (coécrit avec Claire Villiers et Didier Gélot).

### La canonisation libérale de Tocqueville
La canonisation libérale de Tocqueville, écrit avec Claire Le Strat, montre « comment Tocqueville n'existe pas indépendamment des interprétations qui lui confèrent des significations historiquement fort variables ». L'ouvrage prend l'aspect d'une archéologie du sens commun[pas clair] désormais assigné à Tocqueville, finalement promu par Raymond Aron, sociologue démocrate et libéral, au terme d'une importation dans le champ intellectuel français, de la définition de Tocqueville en cours dans les années 1950 aux États-Unis,.

### L'État démantelé
Cette section ne s'appuie pas, ou pas assez, sur des sources secondaires ou tertiaires indépendantes du sujet.

Pour l'améliorer, ajoutez-en, ou placez des modèles {{Source secondaire souhaitée}} ou {{Source secondaire nécessaire}} sur les passages mal sourcés. (septembre 2020)
L'État démantelé : enquête sur une contre-révolution silencieuse, procède d'une enquête collective développée sur plusieurs années et codirigée avec Laurent Bonelli. Les différents auteurs exposent comment, depuis 2007, se trouve accéléré un double processus : d'une part, « une compression du périmètre des services publics » (vendus à la découpe au privé ou restructurés par réduction du personnel et des budgets alloués), et d'autre part, « un renforcement d'une véritable caporalisation de l'action publique » (un renforcement des pouvoirs des managers d'État qui, comme jamais, contrôlent et brusquent les agents des services publics). Cette révolution silencieuse prend forme « avec l'arrivée en cabinets ministériels d'une nouvelle élite, d'une noblesse d'État libérale », plus qu'auparavant formée aux recettes du privé (elle cumule souvent passage par Sciences-Po ou l'ENA et passage en Business School), et qui circule entre postes de direction dans l'État et postes de direction dans les entreprises du CAC 40, les banques, les assurances.
L'ouvrage analyse les transformations à l'œuvre dans de très nombreux secteurs d'État : privatisations au ministère de la défense, politique du chiffre au ministère de l'Intérieur, compressions dans l'Éducation nationale, la Culture, au ministère de l'agriculture, création de nouvelles structures publiques régies comme des entreprises (Pôle Emploi, etc.), entre autres.

## Ouvrages
- La canonisation libérale de Tocqueville, en collaboration avec Claire Le Strat, Éditions Syllepse, 2006. [présentation de l'ouvrage par Alain Garrigou], [présentation de l'ouvrage par Yves Déloye]
- L'État démantelé. Enquête sur une contre-révolution silencieuse, coordonné avec Laurent Bonelli, Éditions La Découverte, 2010 [présentation de l'ouvrage par Guillaume Arnould]
- Champ libre aux sciences sociales, La connaissance libère, Édition La Dispute et Le Croquant, 2013.
- Gérard Mauger et Willy Pelletier (dir), Les classes populaires et le FN : explications de vote, Vulaines-sur-Seine, Éditions du Croquant, 2016, 282 p. (ISBN 978-2-36512-101-9), 282 pages, coll. « Savoir/agir ».
- Daniel Gaxie et Willy Pelletier (coord), Que faire des partis politiques ?, Editions du Croquant, 2018, 390 pages.
- Manuel Indocile de Sciences Sociales. Pour des savoirs résistants, coordonné avec Philippe Boursier, Éditions La Découverte, 2019, 1080 pages[36].
- La Valeur du service public[37], avec Julie Gervais et Claire Lemercier, Éditions La Découverte, 2021, 480 pages. Présentation de l’ouvrage[38]